# St. Christophorus (Neukeferloh)

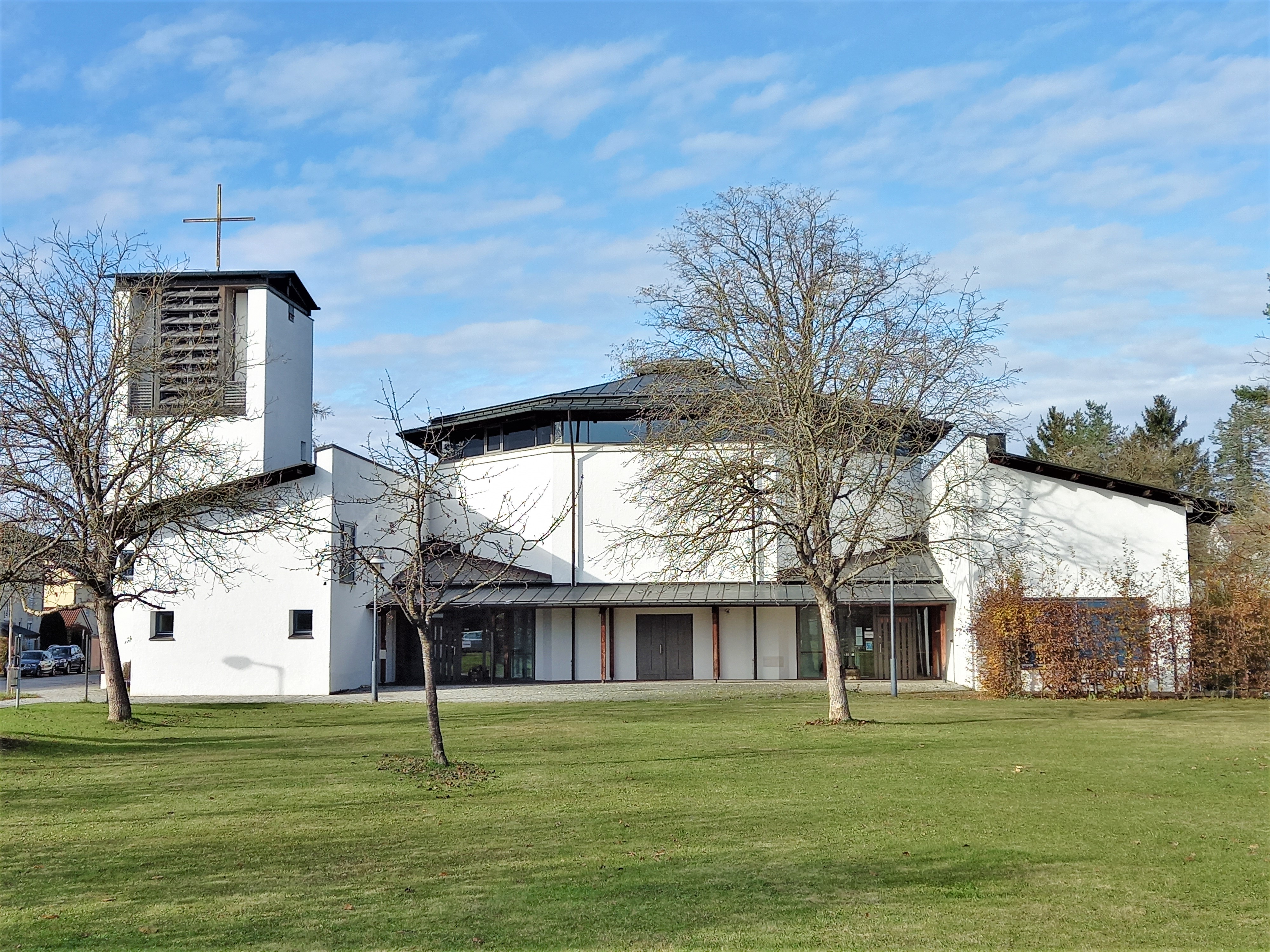
St. Christophorus in Neukeferloh

Die römisch-katholische Pfarrkirche St. Christophorus steht in Neukeferloh, einem Gemeindeteil von Grasbrunn im oberbayerischen Landkreis München. Die Kirche gehört zum Pfarrverband Vaterstetten innerhalb des Dekanats München-Nordost im Erzbistum München und Freising. Sie ist die jüngste der Kirchenbauten im Pfarrverband.

## Geschichte
Das starke Bevölkerungswachstum machte den Bau eines Subzentrums mit Kirche, Pfarrsaal und weiteren Räumen erforderlich. Zuvor hatte der Pfarrverband über zwei Jahrzehnte lang eine Notkirche aus Holz unterhalten. Die Grundsteinlegung erfolgte am 5. Oktober 1986. Am 29. November 1987 wurde das von Helmut Gebhard entworfene Zentrum von Kardinal Friedrich Wetter eingeweiht.

## Beschreibung

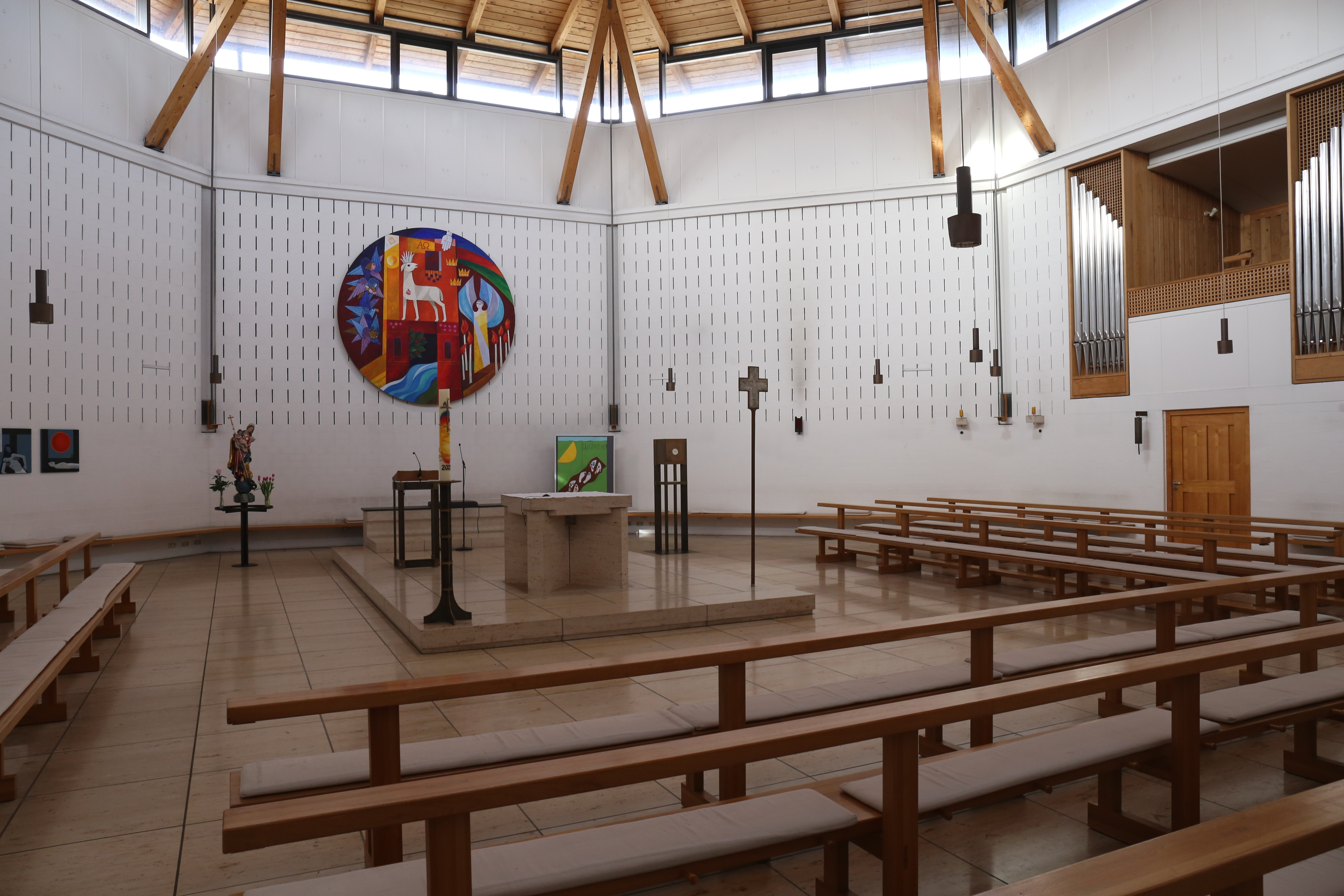
Altarraum von St. Christophorus

Der oktogonale Kirchenbau wurde im Stil der 1980er Jahre konzipiert. Die Figur des Kirchenpatrons St. Christophorus befindet sich am Eingang der Kirche. Das zentrale Bild im Kirchenraum sowie den Kreuzweg malte Ernst Strom aus Vaterstetten; das Bild wurde am Pfingstsonntag 1988 der Gemeinde übergeben. Den Altarraum gestaltete der Bildhauer Blasius Gerg. Die 2-manualige Orgel mit 18 Registern wurde am 29. Juli 1989 geweiht und ist das Werk der in der Gemeinde Grasbrunn ansässigen Firma Redeker & Kreuzer.